# هانس لیبلت
هانس لیبلت (آلمانی: Hans Leibelt؛ ‏ ۱۱ مارس ۱۸۸۵ – ۳ دسامبر ۱۹۷۴) بازیگر تئاتر و بازیگر سینما اهل آلمان بود.
از فیلم‌ها یا برنامه‌های تلویزیونی که وی در آن نقش داشته‌است، می‌توان به مردی در جستجوی قاتل خود، روتشیلدها، قلبم تو را می‌خواند و عشق بزرگ و کوچک اشاره کرد.